# جان مالاكيه
فلادمير جان بافال مالاكي (بالفرنسية: Jean Malaquais)‏ ويُدعى جان مالاكيه، ولد في 11 أبريل 1908 بوارسو بولندا، وتوفى في 22 ديسمبر 1998 بجنيف. وهو روائي وكاتب مقالة من أصل بولندي.